# Anisodes collustrata
Anisodes collustrata là một loài bướm đêm trong họ Geometridae.